# American Corner

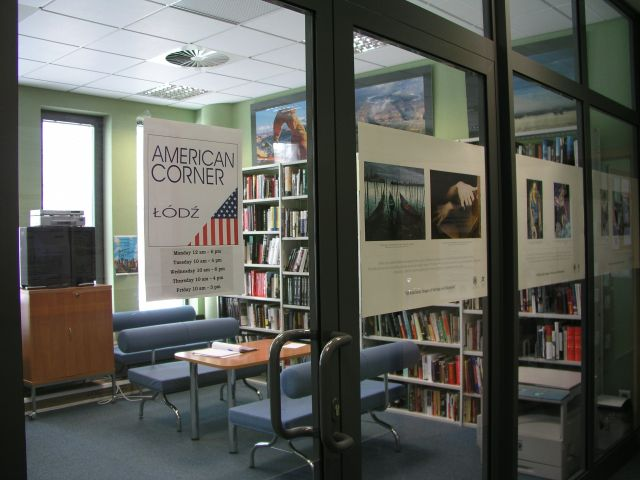
L’American Corner de Łódź en Pologne

Les American Corners, en français les Espaces américains, sont des centres culturels américains situés dans les pays étrangers.

## Le programme American Corners
Le programme American Corners est né en octobre 2000 en Russie, à l'initiative de l'ambassadeur James Collins,. Aujourd'hui, il y a plus de 365 American Corners de par le monde.
Les American corners, conçus comme des structures souples émanant des ambassades américaines, travaillent en partenariat avec les autorités et les institutions locales. Ils ont comme mission de mettre à la disposition du public « une information actualisée et fiable sur les États-Unis », dans les domaines de l'économie, de l'éducation et de la vie sociale. Dans l'esprit des créateurs de ce programme, il s'agit ainsi de « favoriser la compréhension mutuelle » entre les différentes cultures nationales et la culture américaine.
Chaque American Corner se présente comme un centre de documentation, proposant une bibliothèque, une médiathèque, des accès à Internet etc. Il propose aussi des conférences, des expositions et des cours de langue.

## Dans le monde

### Bénin
Porto-Novo Maison des jeunes et de la culture
Abomey-Calavi UAC

### Togo
Université de Lomé

#### Tunisie
Tunis - Sousse

#### Algérie
Oran - Constantine - Alger et Ouargla

#### Maroc
Oujda

#### Côte d'Ivoire
Abidjan, Tiassalé, Yamoussoukro

#### Mali
Gao (inauguration le 10 mai 2007)

#### République démocratique du Congo
L’Université protestante au Congo
La Bibliothèque publique dans la commune de Limeté

### Amérique

#### Venezuela
Barquisimeto - Lechería - Margarita - Maturín

### Asie

#### Inde
Ahmedabad - Bangalore - Bhubaneswar - Chandigarh

#### Indonésie
Jakarta (2) - Malang - Makassar - Medan (2) - Semarang - Surabaya - Yogyakarta (2)

#### Japon
Urasoe - Nago

#### Thaïlande
Chiang Mai - Khon Kaen - Nakhon Si Thammarat - Pattani - Yala

### Europe

#### Chypre
Famagouste - Nicosie

#### France
Grenoble, inauguration dans les locaux de l'hôtel de Lesdiguières le 7 février 2013.

#### Géorgie
Batoumi - Gori - Khachouri - Telavi - Tbilissi (2) - Zugidi

#### Hongrie
Debrecen - Pécs - Veszprém - Budapest

#### Pologne
Łódź - Wrocław

#### République de Macédoine
Bitola - Skopje

#### Roumanie
Bacău - Baia Mare - Bucarest - Cluj-Napoca - Constanța - Craiova - Iași - Timișoara

#### Russie
Arkhangelsk - Briansk - Tcheliabinsk - Irkoutsk - Kaliningrad - Kamtchatka - Kazan - Khabarovsk - Moscou - Moscou Douma - Moscou FLAC - Mourmansk - Nijni Novgorod - Novossibirsk - Omsk - Perm - Petrozavodsk - Rostov-sur-le-Don - Saint-Pétersbourg - Saint Pétersbourg FLAC - Samara - Saratov - Togliatti - Tomsk - Tioumen - Oufa - Novgorod - Vladivostok - Volgograd - Vologda - Iekaterinbourg - Ioujno-Sakhalinsk

#### Serbie
Belgrade - Bujanovac - Kragujevac - Niš - Novi Sad - Subotica - Vranje